# 19162 Вамбсґанс
19162 Вамбсґанс (19162 Wambsganss) — астероїд головного поясу, відкритий 10 жовтня 1990 року.
Тіссеранів параметр щодо Юпітера — 3,352.
Названо на честь німецького астронома Йоахіма Вамбсґанса.

## Назва
Астероїд названо на честь Йоахіма Вамбсґанса (нар. 1961) — німецького астронома і директора Інституту астрономічних обчислень Гайдельберзького університету, спеціаліста в галузі гравітаційного лінзування, космології та екзопланет. Назву запропонував першовідкривач Лутц Шмадель.